# Félicien Menu de Ménil
Félicien Menu de Ménil (Boulogne-sur-Mer, 16 juli 1860 – Neuilly-sur-Seine, 28 maart 1930) was een Franse componist en Esperantist. Hij is vooral bekend door zijn muzikale setting van het gedicht La Espero van Lejzer Zamenhof, het "volkslied"van de beweging.

## Werken
- (eo)  Courtinat, Léon, "Historio de esperanto: movado kaj literaturo, 1887–1960", Agen : Imprimerie Moderne, 1964–1966, p. 166
- (eo)  Menu de Ménil, Félicien, La Mortigistoj de Stradella, court récit publié dans le magazine "La Revuo", septembre 1906 ;
- (eo)  Menu de Ménil, Félicien, Muzika Terminaro, 1908.
- (fr)  Menu de Ménil, Félicien, Les préjuges contre l'espéranto, 1908 ;
- (fr)  Menu de Ménil, Félicien, L'Héritage Klodarec, comédie en un acte, 1906 ;

- Biblioteca Nacional de España: XX1364381
- Bibliothèque nationale de France: cb126250394 (data)
- CiNii: DA15872996
- Gemeinsame Normdatei: 142128465
- International Standard Name Identifier: 0000 0001 1856 0733
- Library of Congress Control Number: n82084151
- MusicBrainz: 96ab64dd-a05f-4381-bd4e-5f073efe5995
- Bibliotheek van het Japanse parlement: 01135499
- Nationale Bibliotheek van Polen: a0000002610623
- Nationale en Universitaire bibliotheek Zagreb: 000745750
- Nederlandse Thesaurus van Auteursnamen: 07003012X
- Réseau des bibliothèques de Suisse occidentale: 02-A003625891
- SNAC: w6dw3n83
- Système universitaire de documentation: 059512199
- Virtual International Authority File: 20074395
- WorldCat: E39PBJghvGyyq4b8dKq8pyth73